# Oncideres fulvoguttata
Oncideres fulvoguttata là một loài bọ cánh cứng trong họ Cerambycidae.